# Однополые браки в Массачусетсе

Штат Массачусетс на карте США

Однополые браки в штате Массачусетс были легализованы 17 мая 2004 года. Тем самым Массачусетс стал первым штатом США и шестой территорией в мире (после Нидерландов, Бельгии и канадских провинций Онтарио, Британская Колумбия и Квебек), признавшим права однополых пар на брак. К тому времени ни в одном другом американском штате никакие формы однополых союзов не регистрировались, лишь в Вермонте однополые пары могли вступать в гражданские союзы, предоставляющие почти те же права, что и традиционные гетеросексуальные браки. Жители других штатов получили право заключения однополых браков в Массачусетсе позднее — с 31 июля 2008 года.

## Введение однополых браков
18 ноября 2003 года Верховный суд штата Массачусетс вынес решение по иску «Гудридж против Департамента здравоохранения», в котором постановил (четыре голоса из семи), что не смог найти «адекватных Конституции причин», которые запрещали бы браки между людьми одного пола. Суд дал властям штата срок в шесть месяцев на принятие соответствующего законодательства. Губернатор штата выразил несогласие с этим решением и выступил с предложением о принятии поправки к конституции штата, которая бы запретила однополые браки. Однако, подобная поправка могла бы быть вынесена на обсуждение избирателей не раньше 2006 года.
Сенат штата направил запрос в Высший апелляционный суд Массачусетса, в котором просил разъяснить, будет ли достаточным предоставление однополым парам права регистрации гражданских союзов или речь идёт о полноценном браке. В результате чего 4 февраля 2004 года суд подтвердил, что только полноценный брак соответствует конституции США.
Губернатор штата и ярый противник однополых браков Митт Ромни попытался опротестовать это решение в Верховном суде США. Однако, согласно процессуальным нормам судебной системы США, данный протест мог подать лишь Томас Райли (англ. Thomas F. Reilly) — представитель штата Массачусетс от Республиканской партии. Райли, однако, не стал этого делать, обосновав это тем, что такой вопрос должен решать народ, а не суд, что могло бы быть осуществлено на следующем референдуме в 2006 году. Таким образом, по прошествии 180 дней, 17 мая 2004 года закон вступил в силу.

## Попытки ограничения и отмены закона
Незадолго до вступления в силу решения Верховного суда штата об однополых браках губернатор Митт Ромни выступил с речью, в которой дал понять, что не допустит, чтобы Массачусетс превратился в «Лас-Вегас для гей-свадеб» (то есть в место, где будут вступать в брак геи и лесбиянки со всей Америки).
В соответствии с Основным законом Массачусетса 1913 года (Chapter 207, Sections 11-13), в штате запрещались браки нерезидентов, если они не могли вступить в такой брак у себя на родине. В своё время эта статья была направлена против межрасовых браков, которые до 1967 года были нелегальны в большинстве штатов Америки. Теперь закон был распространён на однополые браки, и в Массачусетсе была запрещена регистрация однополых браков лиц, проживающих в штатах, где такие браки не являются легальными. Де-факто это означало, что в Массачусетсе не могли заключать браки жители других штатов, так как к тому времени Массачусетс был единственным штатом, разрешавшим подобный брак.
В течение 2005—2006 годов велись ожесточённые дискуссии в правительстве штата с целью изменения Конституции штата Массачусетс и запрета однополых браков. Однако, ни одна из инициатив не получила одобрения.
После того, как в 2008 году в штате Калифорния были легализованы однополые браки для всех американцев, независимо от места их проживания, в Массачусетсе стали высказываться предложения об отмене ограничительных положений закона 1913 года. Наконец, данные положения закона были отменены Сенатом Массачусетса 15 июля 2008 года в результате единогласного голосования. 31 июля 2008 года соответствующие статьи Основного закона потеряли силу после подписания новым губернатором штата Патриком Девалем закона об их отмене.

## Статистика
В первые 12 месяцев было заключено 6200 однополых браков. В последующий год число однополых пар, желающих заключить брак, составило около 1900. Таким образом, за первые два года в Массачусетсе в брак вступило более 8100 однополых пар, 64 % из которых составляли женские пары. Согласно данным PewResearchCenter, в Массачусетсе за период 2004—2012 было заключено 22406 однополых браков.
| \| Год \| Браки М+Ж \| Браки М+М \| Браки Ж+Ж \| Общее число \| \| ---------------------------------------------------------------------------------------------------------------------------------------------------------------------------------------------------------------------------------- \| --------- \| --------- \| --------- \| ----------- \| \| 2004 1) \| 27 196 \| 2 176 \| 3 945 \| 33 317 \| \| 2005 \| 37 447 \| 736 \| 1324 \| 39 507 \| \| 2006 2) \| 36 550 \| 543 \| 899 \| 37 993 \| \| 2007 \| 36 373 \| 591 \| 933 \| 37 897 \| \| 2008 3) \| 20 070 \| 493 \| 717 \| 23 292 \| \| Всего \| 159 636 \| 4539 \| 7818 \| 172 006 \| \| 1) Данные с 17 мая по 31 декабря 2004 года. 2) Общее число браков за 2006 год включает также один брак с неуказанным полом брачующихся. 3) Общее число браков за 2008 год включает также 12 браков с неуказанным полом брачующихся \| \| \| \| \| |           |           |           |             |
| Год | Браки М+Ж | Браки М+М | Браки Ж+Ж | Общее число |
| 2004 1) | 27 196    | 2 176     | 3 945     | 33 317      |
| 2005 | 37 447    | 736       | 1324      | 39 507      |
| 2006 2) | 36 550    | 543       | 899       | 37 993      |
| 2007 | 36 373    | 591       | 933       | 37 897      |
| 2008 3) | 20 070    | 493       | 717       | 23 292      |
| Всего | 159 636   | 4539      | 7818      | 172 006     |
| 1) Данные с 17 мая по 31 декабря 2004 года. 2) Общее число браков за 2006 год включает также один брак с неуказанным полом брачующихся. 3) Общее число браков за 2008 год включает также 12 браков с неуказанным полом брачующихся |           |           |           |             |